# .hack
.hack（）は、バンダイナムコグループを中心とした企業群による、ゲームを主軸としたメディアミックスプロジェクト。Project .hackまたは.hack Conglomerateの名義で公表されている。
本プロジェクトの作品は、架空のMMORPG「The World」で起きた事件を主題にした一群のストーリーを持っている。2002年4月から展開された第1期と、2006年4月から展開された第2期、2010年3月から展開された第3期と大きく分かれている。
各コンテンツは相互に細かくリンクしており、特に第1期では各コンテンツにおいて複雑に絡み合うストーリーや時系列の全貌を解き明かすことが、セールスポイントの1つとなっていた。物語とプロジェクトの枢軸はあくまでゲームだという点が本コンテンツの特色であり、他のメディアミックスプロジェクトとは大きく異なる点となっている。
1995年から爆発的な普及を開始したインターネットや、1990年代末からサービスが始まった商業化初期のオンラインゲームに着想を得て開始されたプロジェクトで、特に第1期の発売時期においては高額な回線使用料からオンラインゲームの敷居が高かったため、オフラインでオンラインゲームの雰囲気を楽しむことができる貴重なゲームソフトでもあった。

## 作品内容
シリーズを通じて主題となるのは架空のMMORPG「The World」で起きる異常現象に関わった多くのプレイヤーたちの物語である。「The World」はフェイスマウントディスプレイによる立体映像・音響で楽しめるゲームで、関連作品の多くは、プレイヤーが見聞きしたゲーム内の出来事を中心に描写されている。また、大半の登場人物にはゲーム内のキャラクターと、現実世界から操作しているプレイヤーとの二面性がある。
各期のストーリーはそれぞれ独立しているが、おおむね次のような内容を持つ。
プレイヤーの間で、未知のイベントや、特別なキャラクター、アイテムなどの噂が立ちはじめる。そのうちに、ゲームのルールを越えた強力なモンスターの登場や、不具合の発生により、ゲームは混乱していく。ゲーム世界の外にいるはずのプレイヤーにも危害が加えられ、ゲーム中に意識を失ったまま還ってこない未帰還者となるプレイヤーもあらわれる。
異常に気付いたプレイヤーは、ゲームの世界を守るため、親友の命を助けるため、ただ面白いからなど様々な理由で事件に関わっていく。異常現象に関わるプレイヤー達は、「The World」のシステムを具現化した存在である女神アウラの支援を受け、問題解決をすすめていく。しかしながら、そうしたプレイヤーの行為は運営会社であるCC社の利益に反しがちであり、CC社とプレイヤーはしばしば対立する。

### The World の来歴
「The World」には次のような来歴が設定されている。天才プログラマーのハロルド・ヒューイックは詩人エマ・ウィーラントを愛したが、エマの不慮の死によりその恋は成就しなかった。ハロルドはエマの遺作『黄昏の碑文』の世界観をもとにネットワークゲーム「fragment」を設計し、それが後の「The World」となった。また、ハロルドはエマとの間に子を作ることを望んでおり、「fragment」上で自己進化する究極人工知能アウラを誕生させることにより、その望みを叶えようとしていた。しかし、ハロルドは事を明らかにせぬまま失踪したため、アウラの存在は秘密となった。
『黄昏の碑文』はプレイヤー達が謎を解く手がかりや、「The World」中における様々な事物のモチーフとして繰り返し登場する。また、アウラはストーリー上で重要なキャラクターとなっている。

### シリーズ展開

#### 第1期
第1期においてプロジェクトの中心として位置づけられていたのは、PS2用ゲーム『.hack』である。ジャンルはオフラインRPG。2002年6月から2003年9月にかけて、連続作品として4回に分けて発売された。
このPS2用ゲームのプレイヤーには、親友に誘われて「The World」を始めた初心者プレイヤーの役割が与えられる。ゲームの大半はゲーム内ゲームとして「The World」上のキャラクター、カイトを操作することになる。シナリオの導入において、ゲーム中に正体不明の敵の攻撃で死んだ親友が、現実世界においてもゲーム中に意識を失ったままとなっていることが語られる。そして、カイトはアウラから世界を救う力を持つ黄昏の腕輪を託された勇者となり、親友と世界を救うために「The World」を冒険していく。また、このPS2用ゲームにはネットゲームを疑似体験させる演出として、「The World」で出会った（作品世界内の）プレイヤーとのメールでの交流や、シナリオの進展に応じて更新される掲示板などの要素が含まれている。（詳細は.hack (ゲーム)を参照）
また、PS2用ゲームには、本編で起きた事件を現実世界の視点で追ったOVA『.hack//Liminality』（全4話）が同梱されていた。
テレビアニメ『.hack//SIGN』（本編25話）では、本編の半年前に起きた事件として、アウラを消滅させる陰謀に巻き込まれたことで「The World」の世界に閉じ込められたプレイヤー、司（つかさ）が、他のプレイヤーの助けにより脱出したことが語られる。
また、ゲームで登場したブラックローズの視点で本編を描いた小説『.hack//Another Birth もうひとつの誕生』、SIGN以前の話となる小説『.hack//AI buster』が発売された。この他、SIGNとゲームを繋げる補完ストーリーとして小説『.hack//ZERO』が発売されたが現在も未完のままである。
PS2用ゲームに先立ち、ゲーム本編とは異なる時代を扱った、マンガ、アニメ作品が公表された。月刊誌「コンプティーク」に連載された『.hack//黄昏の腕輪伝説』では、本編から4年後の平和になった「The World」で新たな勇者シューゴがアウラの娘ゼフィを守るために活躍する。

#### 第2期
第2期においてプロジェクトの中心として位置づけられていたのは、PS2用ゲーム『.hack//G.U.』である。ジャンルはセミリアルタイムRPG。2006年5月から2007年1月にかけて、連続作品として3回に分けて発売された。
ゲーム中で何者かによってプレイヤーキルされた憧れの人＝志乃が、リアルでも意識不明になっていることを知ったハセヲはその現場にいた蒼炎を纏うPC、BBSでは『三爪痕（トライエッジ）』と呼ばれていた存在を追っていく。かつての恩人＝オーヴァンによってもたらされた情報をもとにたどり着いた先で三爪痕に再会するが、圧倒的な実力差によって敗北。謎の力“データドレイン”によってPCデータが初期化されてしまった。
その後、初心者に戻ったハセヲをプレイヤーは遊ぶことになる。ゲームとリアル（ニュースやメールなど）という2つの視点からゲームを進行していく。
またゲームに先駆けて2006年4月から2006年9月までアニメ前日談（一部重なる部分もあり）『.hack//Roots』が放送された。（詳細は.hack//Rootsまたは.hack//G.U. (ゲーム)を参照）
同じ事件を違うエピソードから追っていく事で、ストーリーの根幹を知ることのできる構成になっており、小説版やマンガ版、OVAなどでは主人公＝ハセヲは同じだが全く違う話になっている。
また、本編と同時期に起こっていた、別のキャラの視点から描いた小説『.hack//CELL』、マンガ『.hack//GnU』、『.hack//Alcor 破軍の序曲』や、The Worldの発売以前のエピソードとなる小説『.hack//黄昏の碑文』などがこのシーズンに発売された。

#### 第3期
第3期プロジェクトにおいて中心として位置づけられていた作品は多数あり、時系列順に順次発表されていった。
プロジェクトの最初に発表されたのが、PSP用ゲーム『.hack//Link』である。ジャンルはアクションRPG。2010年3月に販売された。『The World R:X』の公開を心待ちにしていたトキオであったがユーザーアカウントが抽選によって与えられることを知り意気消沈。そんな時に過去にプレイしたオンラインゲーム『アカシックライン』で出会った姫にそっくりな転校生・彩花によって渡された『黒いゲームディスク』によって未公開の『The Wolrd R:X』に肉体ごと取り込まれてしまった。その中では憧れの勇者『カイト』が、フリューゲルと名乗る男によって石化される所だった。プレイヤーはそんな勇者にあこがれる少年トキオとなり、時間データをさかのぼり過去の作品を追体験していき、事件の真相を解明していく。マンガ版も発売されているが内容はほぼ異なるものになっている（詳細は.hack//Linkを参照）
次に発表されたのが2011年1月から4月にかけて3度に分けて発売されたOVA『.hack//Quantum』。これに先駆けて2010年11月から2011年1月にかけて同作品が劇場公開されたが、これはあくまで「OVA作品を上映する」という趣旨のイベントであった。“正常な”『The World R:X』で楽しく遊ぶサクヤ・トービアス・メアリはひょんな事から事件に巻き込まれてしまう。その時に出会った猫型PCハーミットによって徐々にThe Worldの秘密に触れてしまう。OVAの他に同じ内容を描いた小説、マンガ。また前日談にあたるマンガも発売された。（詳細は.hack//Quantumを参照）
最後に発表されたのが2012年1月に公開された映画作品『ドットハック セカイの向こうに』。舞台となる福岡県柳川市で暮らす中学生、有城そらは友達がみんな『THE WORLD FORCE:ERA』で遊んでいる事にどこか疎外感を感じながらも、ハイテク嫌いな祖父・武生の影響でTHE WORLDには近づかないでいた。しかしある時、幼馴染の岡野智彦によって、その祖父・武生がTHE WORLDをやっている事を知ってしまう。それからはゲーム好きな田中翔の少し強引な誘いによってTHE WORLDを始めることになる。また、同じ内容を描いたマンガも発売された。（詳細はドットハック セカイの向こうにを参照）
またこのBlu-rayは『ドットハック セカイの向こうに+Versus Hybrid Pack』として2012年6月に発売された。これはPS3に入れることで対戦格闘ゲーム『.hack//Versus』をプレイすることができるようになっていた。物語は2025年、オンライン対戦ゲーム『VERSUS:The World』。過去のTHE WORLDの英雄をプレイする格闘ゲームがクローズドオープンし遊んで行くが、その中で謎の男“9”と出会い、事件に巻き込まれていく。（詳細は.hack//Versusを参照）
このシーズンにおいて共通しているのは、The World内に錯綜するCC社（mama）の思惑を各時代の主人公たちがNABなどと協力しながら壊していく、というものであった。前述の.hack//Versusをクリア後に見られる映像特典『タナトスレポート』において、このシーズンの結末が描かれている。（詳細はタナトスレポートを参照）
また、「Link」〜「セカイの向こうに」の間に起こった本編では描かれなかった裏エピソードが『.hack//bullet』としてCC2公式ウェブ上で現在も連載中（詳細は.hack//bulletを参照）。

#### 第？期
第3期終了後、発表されている最新のエピソードが2012年10月に配信開始された、シリーズ初となるスマホアプリ『ギルティドラゴン 罪竜と八つの呪い』である。
舞台は2030年の『The World：Armed conflict』のオープンβ。ココレやエレミア、荒野の狼と言った個性豊かな面々と冒険する主人公となり『黒ネーム』、『ファントム』、『伝説のレリーフ』を追っていく。2013年11月には韓国バージョンも配信開始された（詳細はギルティドラゴン 罪竜と八つの呪いを参照）。

### 関連作品の時系列
.hackシリーズではメディアミックスの結果、サイドストーリーやアナザーストーリーが複数存在している。
シリーズ全体のストーリーを大まかに理解するためには以下であげる作品を順に参照する。
fragment
- .hack//黄昏の碑文（小説）

The World
- .hack//AI buster（小説）
- .hack//SIGN（アニメ）
- .hack//ZERO（小説）
- .hack（第1期ゲーム）
- .hack//黄昏の腕輪伝説（漫画・アニメ）

The World R:2
- .hack//Roots（アニメ）
- .hack//G.U.（第2期ゲーム）

The World R:X
- .hack//Link（第3期ゲーム）
- .hack//Quantum（OVA）

THE WORLD FORCE:ERA
- ドットハック セカイの向こうに（アニメ映画）

VERSUS：The World
- .hack//Versus（ゲーム）

The World：Armed conflict
- ギルティドラゴン 罪竜と八つの呪い（アプリ）

The World：Re-vice age
- .hack//New World（アプリ）

- .hackとほぼ同時

.hack//Liminality（アニメ）
- .hackと同時間軸

.hack//XXXX（漫画）
新約小説 .hack//（WEB小説）
- .hackの後日談

.hack//SIGN 第28話「Unison」（アニメ）
.hack// 完全設定資料集 .hack//Archives_03　「.hack//Legacy」（小説）
- .hack//Rootsから.hack//G.U.の間

.hack//Alcor 破軍の序曲（漫画）
.hack//CELL（小説）
- .hack//G.U.とほぼ同時

.hack//GnU（漫画）
- .hack//G.U.と同時間軸

.hack//G.U.+（漫画）
.hack//G.U. (小説)
.hack//G.U. TRILOGY（OVA）
- .hack//G.U. Vol.3からVol.4の間

.hack//G.U. Returner（OVA）
.hack//G.U. Innocent Cell （ドラマCD）
.hack//G.U. RAGTIME（小説）
- .hack//Linkと同時間軸

.hack//LINK 黄昏の騎士団（漫画）
- .hack//Quantum以前

.hack//Quantum I(introduction)（漫画）
- .hack//Quantumと同時間軸

.hack//Quantum+（漫画）
.hack//Quantum 心ノ双子（小説）
- .hack//Link、.hack//Quantumからドットハック セカイの向こうにの間

.hack//bullet（WEB小説）
- ドットハック セカイの向こうにと同時間軸

ドットハック SORA:セカイの向こうに（漫画）
- ドットハック セカイの向こうにの後日談

タナトスレポート（映像特典）
以下は、パラレルワールド的な位置づけの作品である。
- .hack//GIFT（ギャグアニメ） - 時系列的にはゲーム版『.hack』の後日譚
- .hack//fragment（ゲーム） - 本編の時間軸のどこにも属さない

## 用語
.hack Conglomerate
本プロジェクトの製作名義。バンダイ、文化放送、テレビ東京、角川書店、ビクターエンタテインメントなどが参加している。第一期では「Project .hack」という名称であった。
The World
本シリーズの舞台となるMMORPG。フェイスマウントディスプレイによる立体映像・音響で、異世界を体感できる。
未帰還者
「The World」をプレイ中に意識を失い、回復しなくなったプレイヤー。主に仕様外のモンスター、能力を持つPCにキルされると発生する。
アウラ
本シリーズの重要キャラクター
「The World」で誕生し、そのシステム自体でもある人工知能。異常現象に立ちむかうプレイヤーを支援するために、ゲームに干渉する。
黄昏の碑文
劇中で繰り返し言及されるファンタジー小説、叙事詩。「The World」の世界設定の引用元とされる。
Key of The Twilight
The World内に存在するといわれる伝説のアイテム。システムを超越する“何か”といわれており、ある時は“AI”だったり、ある時は”秘められた力”だったり、ある時は“プレイヤー自身”だったりする。

### 組織・企業
mama
人類学者のドミニク・ド・ミラボーを党首として1989年に設立された環境保護団体。サイバーテロに関しても積極的でNABとは敵対関係にあり、後のALTIMIT社創設メンバーなどが名前を連ねている。1986年に発表されたドミニクの論文「地球環境における人類の包括的影響に関して」に基づき人類を休止する具体的な手段を模索している。
幹部と推測されるメンバーとしては、後のALTIMIT社創設メンバーで同社会長であるシビル・グリーン、後のCC社創設メンバーでCC社の会長であるヴェロニカ・ペイン、アメリカ国家安全保障局局員であるキンバリー・フリーザー、、アメリカ民主党上院議員秘書であるタビサ・ノックスのほか、1996年から2004年までドイツに潜伏して偽名を用いていたエルナ・ウーレンフートなどが判明している。その他のメンバーとしては、ドイツ人の女性詩人であるエマ・ウィーラント、NABに潜入したエレノアなど。
ALTIMIT社
オペレーティングシステム「ALTIMIT OS」を開発した企業。2005年12月24日に発生した全世界的なネットワーククライシスにおいて、「ALTIMIT OS」は唯一コンピュータウイルスの影響を受けなかったことから注目され、約半年後に個人向けネットワークが再開した後の世界標準OSとして普及している。
CC社（CyberConnect Corporation）
「The World」の運営会社。元ALTIMIT社の開発者を中心に2006年に設立された企業で、実質的にはALTIMIT社の子会社。

## コンテンツ
| 2002 | ◎.hack//黄昏の腕輪伝説                 |
| 2002 | △.hack//SIGN                           |
| 2002 | ★.hack                                 |
| 2002 | □.hack//AI buster                      |
| 2003 | △.hack//黄昏の腕輪伝説                 |
| 2003 | □.hack//ZERO                           |
| 2004 | □.hack//Another Birth もうひとつの誕生 |
| 2005 | ★.hack//fragment                       |
| 2005 | ◎.hack//GnU                            |
| 2006 | ◎.hack//XXXX                           |
| 2006 | △.hack//Roots                          |
| 2006 | ★.hack//G.U.                           |
| 2006 | ◎.hack//G.U.+                          |
| 2006 | □.hack//CELL                           |
| 2007 | ◎.hack//Alcor 破軍の序曲               |
| 2007 | □.hack//G.U.                           |
| 2008 | △.hack//G.U. TRILOGY                   |
| 2008 | □.hack//黄昏の碑文                     |
| 2009 |                                        |
| 2010 | ◎.hack//Link 黄昏の騎士団              |
| 2010 | ★.hack//Link                           |
| 2011 | △.hack//Quantum                        |
| 2011 | □.hack//Quantum 心ノ双子               |
| 2011 | ◎.hack//Quantum+                       |
| 2011 | ◎.hack//Quantum I（introduction）      |
| 2012 | △◎ドットハック セカイの向こうに        |
| 2012 | ★.hack//Versus                         |
| 2012 | ★ギルティドラゴン 罪竜と八つの呪い     |
| 2013 |                                        |
| 2014 |                                        |
| 2015 | ◎ギルティドラゴン 罪竜と八つの呪い     |
| 2016 | ★.hack//New World                      |
| 2017 | ★.hack//G.U. Last Recode               |

### アニメ
- TVアニメ（第1期）
  - .hack//SIGN - テレビ東京系列で2002年4月3日から同年9月25日まで全26回放映。
  - .hack//黄昏の腕輪伝説 - テレビ東京系列で2003年1月8日から同年3月26日まで全12回放映。
- TVアニメ（第2期）
  - .hack//Roots - テレビ東京系列で2006年4月5日から同年9月27日まで全26回放映。
- OVA（第1期）
  - .hack//Liminality - ゲームに同梱されているOVA。全4巻（1巻のみ45分、2巻からは30分）構成。
  - .hack//Integration - “SIGN”の28話「Unison」（SIGN単体のDVDには未収録）、黄昏の腕輪伝説の番外編、Liminality全話が収録されたDVDボックス。
  - .hack//GIFT - ゲームシリーズ全4巻を全て購入した人を対象とする特典として制作された作品。厳密には“SIGN”29話という位置付けとなっている。
- OVA（第2期）
  - .hack//G.U. Returner - G.U.シリーズ全3巻全てを購入した人を対象とする特典OVA。時間軸はG.U. vol.3後。
  - .hack//G.U. TRILOGY - 2008年3月25日に発売。アニメシリーズとしては初の3DCGアニメ。
- OVA（第3期）
  - .hack//Quantum - 2011年1月28日より全3巻（3話）を順次リリース。2010年11月から2011年1月にかけて、1話ずつ3回に分けて全国5つの映画館で順次先行公開。
- アニメ映画（第3期）
  - ドットハック セカイの向こうに - 2012年1月21日より全国各地で劇場公開。シリーズ初の長編映画。

### ゲーム
- .hack
  - 感染拡大 Vol.1 - 2002年6月20日発売。
  - 悪性変異 Vol.2 - 2002年9月19日発売。
  - 侵食汚染 Vol.3 - 2002年12月12日発売。
  - 絶対包囲 Vol.4 - 2003年4月10日発売。
- .hack//fragment - 2005年11月23日発売。
- .hack//G.U.
  - Vol.1 再誕 - 2006年5月18日発売。
  - Vol.2 君想フ声 - 2006年9月28日発売。
  - Vol.3 歩くような速さで - 2007年1月18日発売。
- .hack//Link - 2010年3月4日発売。
- .hack//Versus - 2012年6月28日に発売されたBlu-ray『ドットハック セカイの向こうに+Versus Hybrid Pack』に同梱
- ギルティドラゴン 罪竜と八つの呪い - 2012年10月9日～ 2016年3月23日の期間中に配信されていたスマートフォン用アプリ
- .hack//G.U. Last Recode - 2017年11月1日発売。
  - Vol.1 再誕
  - Vol.2 君想フ声
  - Vol.3 歩くような速さで
  - Vol.4 あるいは世界を紡ぐ蛇たちの見る夢

### 専門誌
- .hack//The World
- .hack//G.U.: The World
- .hack//G.U. TRILOGY NewWorldGuide
- .hackey - フリーペーパー（.hack//Linkからはバンダイナムコのフリーペーパー「Side-BN」内に掲載）

### 漫画
- .hack//黄昏の腕輪伝説 - 「コンプティーク」で連載。単行本全3巻。
- .hack//G.U.+ - 「.hack//G.U.: The World」で連載。「コンプティーク」2008年9月号まで連載。単行本全5巻。
- .hack//XXXX - 「.hack//G.U.: The World」で連載。単行本全2巻。
- .hack//GnU - 「.hack//G.U.: The World」で連載。単行本全1巻。
- .hack//4koma - 「.hack//G.U.: The World」で連載。単行本全1巻。
- .hack//Alcor 破軍の序曲 - 「.hack//G.U.: The World」で連載。単行本全1巻。
- .hack//LINK 黄昏の騎士団 - 「ケロケロエース」で連載。単行本全3巻。
- .hack//Quantum+ - 「月刊コンプエース」で連載。単行本全2巻。
- .hack//Quantum I（introduction） - 「Webコミックゲッキン」で連載。単行本全1巻。
- ドットハック SORA:セカイの向こうに - 「コンプティーク」で連載。単行本全1巻。
- ギルドラG　ギルティドラゴン〜罪竜と八つの呪い〜 A GAG CONCEPT - 「コンプティーク」で連載。単行本全1巻。

### 小説
- .hack//AI buster - 単行本全2巻。著者は浜崎達也。
- .hack//ZERO - 単行本は1巻のみで、2巻は未発売。著者は横手美智子。
- .hack//Another Birth もうひとつの誕生 - 「コンプティーク」に連載。単行本全4巻。著者は川崎美羽、監修は伊藤和典。
- .hack//CELL - 「.hack//G.U.: The World」で連載。単行本全2巻。著者は涼風涼。
- .hack//G.U. - 単行本全4巻。著者は浜崎達也。
- .hack//黄昏の碑文 - 単行本全2巻。著者は川崎美羽。
- .hack//Quantum 心ノ双子 - 単行本全1巻。

### ラジオ番組
- RadioB（下記すみすみナイトの前身番組） - 文化放送で2002年1月8日から同年3月26日まで全12回放送。
- .hack//Radio 綾子・真澄のすみすみナイト - 文化放送で2002年4月7日から2003年3月30日まで全50回放送。またBSQR489でも本放送より4日遅れで放送。
- .hack//G.U.RADIO ハセヲセット - 文化放送で2006年4月9日から2007年4月1日まで放送。
- Pod .hack//もっとG.U.RADIO（番外編） - 文化放送他でダウンロード配信
- ギルティドラゴン ピロシに聞きたい100の事！ 100個聞けなかったらごめんね ラジオ!! - 2014年3月17日（月）18時よりfunラジオにて配信

### 関連CD
- .hack//SIGN
  - .hack//SIGN Original Sound & Song Track 1：梶浦由記
  - .hack//SIGN Original Sound & Song Track 2：梶浦由記
  - .hack// EXTRA SOUNDTRACKS
  - Obsession/優しい夜明け（OP/ED）：See-Saw
- .hack//黄昏の腕輪伝説
  - .hack//黄昏の腕輪伝説 ORIGINAL SOUNDTRACK
  - .hack//黄昏の腕輪伝説 Character Song & Story
  - NEW WORLD（OP）：ROUND TABLE featuring Nino
- .hack//Liminality
  - .hack//Liminality ORIGINAL SOUNDTRACK
  - edge/黄昏の海（OP/ED）：See-Saw
  - 君がいた物語/Emerald Green（OP）：See-Saw
- .hack//Roots
  - .hack//Roots O.S.T.：ALI PROJECT
  - .hack//Roots O.S.T. 2：ALI PROJECT
  - Silly-Go-Round（OP）：FictionJunction YUUKA
  - 亡國覚醒カタルシス（ED）：ALI PROJECT
- サウンドトラック
  - .hack//GAME MUSIC Perfect Collection
  - .hack//G.U. GAME MUSIC O.S.T.
  - .hack//G.U. GAME MUSIC O.S.T. 2
  - .hack//G.U. TRILOGY O.S.T.
  - .hack//Link GAME MUSIC O.S.T.
  - 劇場用3Dアニメーション ドットハック セカイの向こうに O.S.T.
  - .hack//Versus O.S.T.
  - ドットハック ギルティドラゴン オリジナルサウンドトラック

### 設定資料集
- .hack//G.U. TRILOGY 完全設定資料集 .hack//Archives_01
- .hack//G.U. 完全設定資料集 -BLACK- .hack//Archives_02
- .hack//G.U. 完全設定資料集 -WHITE- .hack//Archives_02
- .hack// 完全設定資料集 .hack//Archives_03 - カイトのその後を描いた短編小説『.hack//Legacy』を収録。
- .hack//Link 完全設定資料集 .hack//Archives_04
- ドットハック　セカイの向こうに　+Versus　完全設定資料集　.hack//Archives_05

### 公式ファンブック
- .hack//G.U.キャラクターファンブック
- ドットハック感謝記念マガジン「.hack//Memories」 - 公式ファンブック
- .hack//SUMMER 2013セット - 公式ファンブック&グッズセット
- .hack//WINTER 2014セット - コミケ85で先行販売された公式ファンブック&グッズセット
- .hack//SUMMER 2014セット - 公式ファンブック&グッズセット
- ドットハック ギルティドラゴン ビジュアルワークス #1 - 公式ファンブック
- ドットハック ギルティドラゴン ビジュアルワークス #2 - 公式ファンブック
- ドットハック ギルティドラゴン ビジュアルワークス #3 - 公式ファンブック
- ギルティドラゴンミニ冊子セット - 公式ファンブック&グッズセット

### その他の関連商品
- .hack//G.U. THE CARD BATTLE - ゲーム『.hack//G.U.』中のオンラインゲーム「Crimson VS」をベースとしたカードゲーム。カードは全84種。
- .hack//無限増殖 - 『.hack//The World』誌に掲載のテーブルトークRPG。ゲームデザインは河嶋陶一朗（冒険企画局）
- .hack//ちょっとセクシーな日常包囲パック - コミケ83で先行販売された公式ファンブック&グッズの入った福袋
- .hack//日常侵食パック - 公式グッズの入った福袋2
- 「.hack」シリーズ ラバーキーホルダー ハセヲ/揺光/トライエッジ
- .hack//PUCHI -  .hackシリーズ缶バッジセット。じゃんけん要素があり遊べたり、.hackに関する情報が書かれている
- 「.hack」シリーズ　複製原画　細川誠一郎 「.hack//」/「.hack//G.U.」
- 「.hack//」/「.hack//G.U.」タペストリー